# Parti nationaliste timorais
 (juillet 2013).
Si vous disposez d'ouvrages ou d'articles de référence ou si vous connaissez des sites web de qualité traitant du thème abordé ici, merci de compléter l'article en donnant les références utiles à sa vérifiabilité et en les liant à la section « Notes et références ».
Le Parti nationaliste timorais (en portugais : Partido Nacionalista Timorense) est un parti politique nationaliste du Timor oriental, fondé en juin 1999.
Lors des élections parlementaires du 30 août 2001, le parti remporta 2,2 % des voix et 2 des 88 sièges. Puis, lors des élections parlementaires du 30 juin 2007, le Parti nationaliste est-timorais obtint 2,42 % des voix et ne gagna donc aucun siège, les 3 % nécessaires pour avoir des sièges n'ayant pas été atteints.